# Quintus Clodius Secundus
Quintus Clodius Secundus war ein im 2. Jahrhundert n. Chr. lebender Angehöriger des römischen Ritterstandes (Eques).
Durch ein Militärdiplom, das auf den 23. April 157 datiert ist, ist belegt, dass Secundus 157 Kommandeur der Cohors III Brittonum veterana war, die zu diesem Zeitpunkt in der Provinz Moesia superior stationiert war.